# Чуштаськем
Чуштаське́м (Чустаскем, рос. Чуштаськем, удм. Ӵуштаськем) — присілок в Кізнерському районі Удмуртії, Росія.
Населення становить 72 особи (2010, 112 у 2002).
Національний склад (2002):
- удмурти — 94 %

Урбаноніми:
- вулиці — Верхня, Центральна, Черемхова